# Касьянова Раїса Іванівна
Раїса Іванівна Касьянова (нар. 19 грудня 1929, с. Мар'ївка, Олексіївський район, Харківська область, УРСР — пом. 15 березня 1996) — радянська працівниця сільського господарства, кавалер ордена Леніна (1966, 1971), Герой Соціалістичної Праці (1971).

## Біографія
Раїса Касьянова народилася 19 грудня 1929 року в селі Мар'ївка Олексіївського району Харківської області.
Вона разом з батьками переїхала до новоутвореного у Зміївському районі радгоспу «Червоний Велетень» у 1930 році.
1947 року закінчила Першотравневу неповну школу та стала працювати в радгоспі. Вона працювала дояркою до 1983 року.
Раїса Касьянова померла 15 березня 1996 року.

## Нагороди
Раїса Касьянова неодноразово нагороджувалась медалями та орденами:
- Герой Соціалістичної Праці (1971)
- орден Леніна (1966)
- орден Леніна (1971)
- орден Жовтневої Революції (1973)
- золота медаль «Серп і молот» (1971)
- медаль «За доблесну працю. На ознаменування 100- річчя з дня народження В. І. Леніна» (1970)